# Tim Hartung

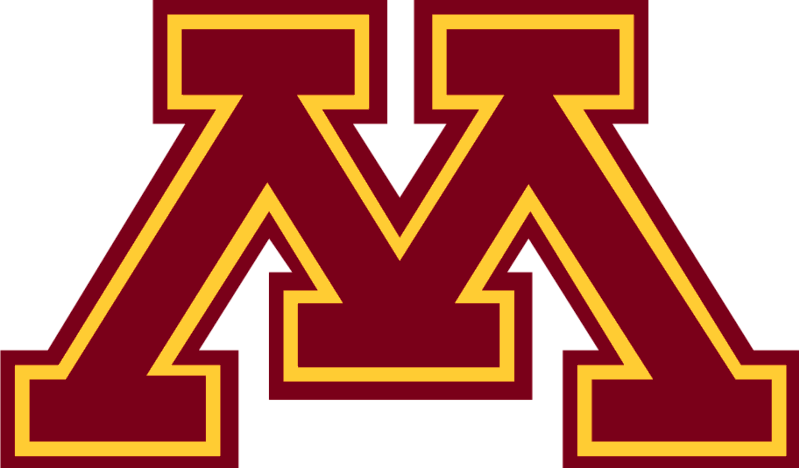
Zawodnik Minnesota Golden Gophers

Tim Hartung (ur. 1 sierpnia 1975) – amerykański zapaśnik walczący w stylu wolnym. Odpadł w eliminacjach mistrzostw świata w 2002. Pierwszy w Pucharze Świata w 2003 roku.
Zawodnik Durand High School z Durand, University of Minnesota. Trzy razy All-American w NCAA Division I, pierwszy w 1998 i 1999, trzeci w 1997 roku.
Wygrał Big Ten Conference w 1997, 1998 i 1999 roku.